# 大腦鐮
大腦鐮，為硬腦膜的一部分，以其形狀狀似鐮刀而得名。為硬腦膜上一拱形部分，深入大腦半球中央縱裂中，分隔大腦左右半球。大腦鐮到了額骨處（腹側）會變得較薄，與雞冠突相接；在枕骨處（頭顱後下缘）與小腦天幕上側相連。
大腦鐮的上緣是凸的，並連接到大腦中線內側，在背側與枕骨內粗隆相接。構造包含上矢狀竇。

## 鈣化
大腦鐮的鈣化在年長者的腦部較常見到，通常沒有任何特殊原因及症狀。

## 附加圖像

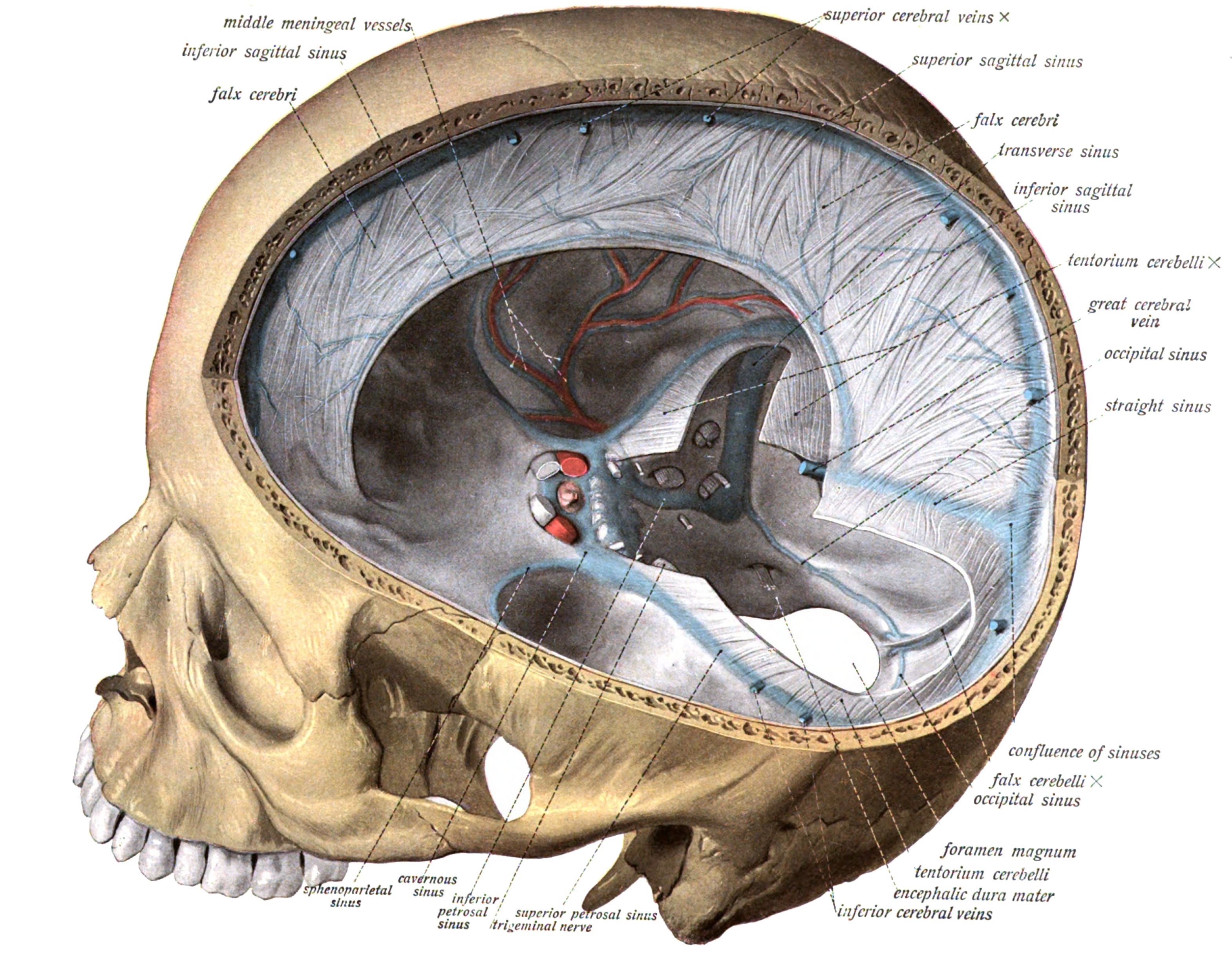
Falx cerebri in relation to the skull.
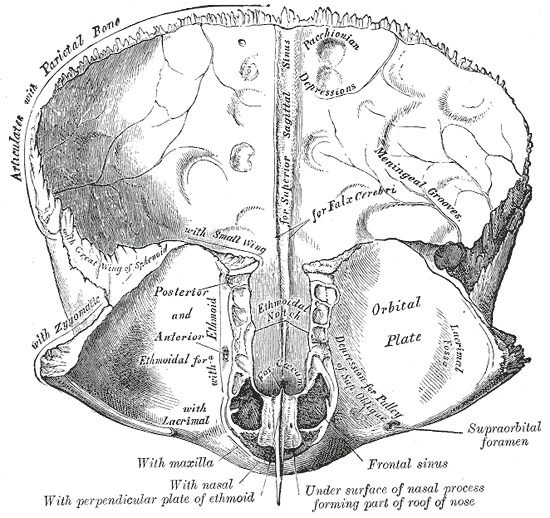
Frontal bone. Inner surface.
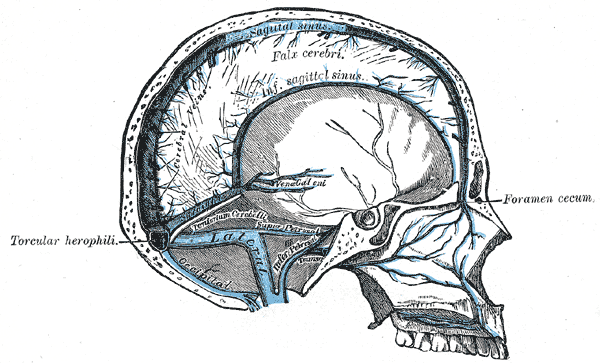
Sagittal section of the skull, showing the sinuses of the dura.
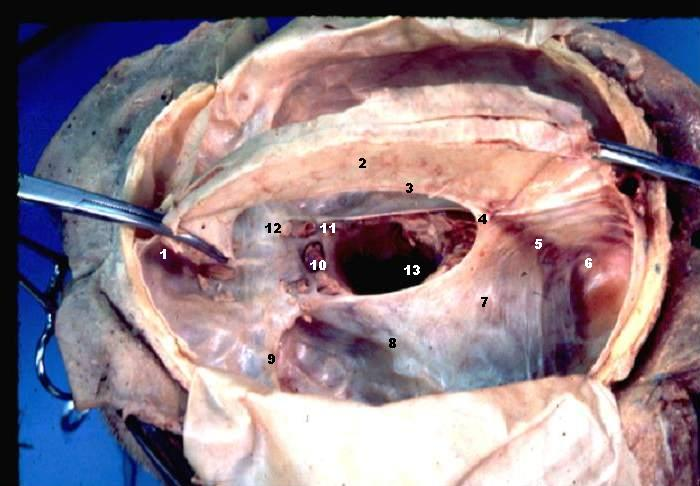
Human brain dura mater (reflections)
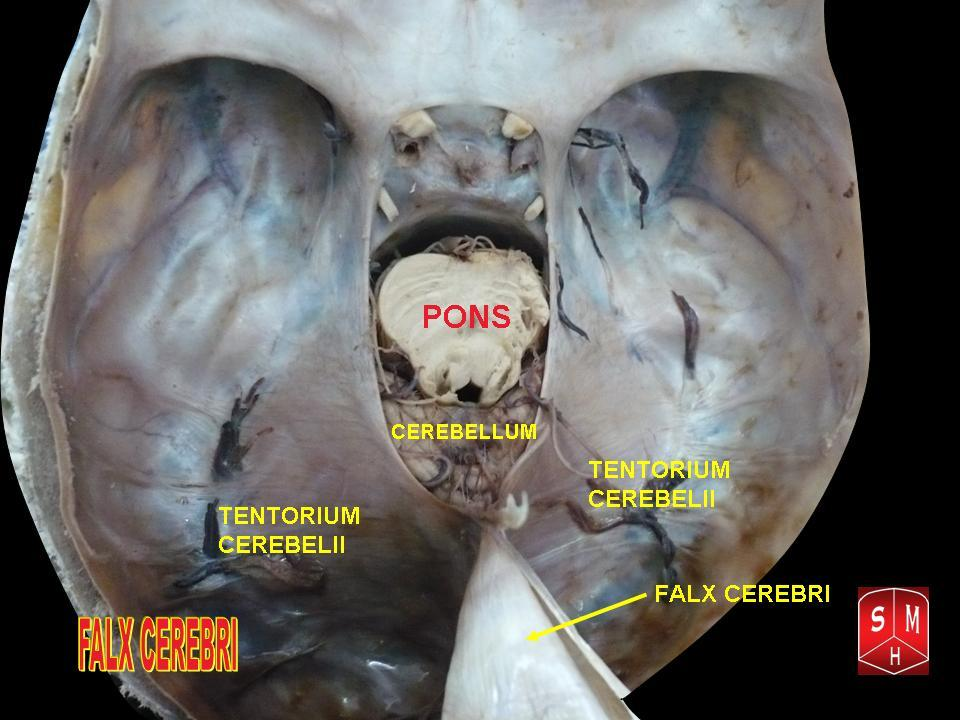
Falx cerebri

## 外部連結
- 人体解剖学在线（Human Anatomy Online）网站上的相关图片：28:st-1602
- MedEd at Loyola grossanatomy/dissector/labs/h_n/cranium/cn1_1a.htm